# Kagoshima-ben
Le kagoshima-ben (ou tout simplement kagoshima) est un dialecte japonais ou une langue japonique, parlée dans le sud de Kyūshū.

## Statut
Si cet idiome est majoritairement considéré comme un dialecte très divergeant du japonais, il est traité par certains comme une langue distincte. Des dialectes du japonais standard le remplacent progressivement. Il n'a pas de statut officiel. Contrairement au japonais, qui descend du vieux japonais occidental, le kagoshima et le fukuoka descendent du vieux japonais kyushuan. Selon de Boer, les langues ryukyu sont directement apparentées au kagoshima et ne constitueraient pas une branche des langues japoniques insulaires.

## Dialectes
Le kagoshima comporte plusieurs dialectes et sous-dialectes indiqués en italique :
- dialectes de Kagoshima continentaux
  - dialectes de Satsuma
    - dialectes d'Hokusatsu
      - dialecte d'Izumi-Akune
      - dialecte de Nagashima-Shishijima

    - dialecte de Satsuma central
    - dialectes de Satsuma du Sud
      - dialecte de Makurazaki
      - dialecte des îles Ōsumi occidentales

  - dialecte d'Ōsumi
  - dialecte de Morokata
- dialectes des îles Koshikijima
  - dialecte des îles Koshikijima du Nord
  - dialecte des îles Koshikijima centrales
  - dialecte des îles Koshikijima du Sud
- dialectes des îles Ōsumi orientales
  - dialectes de Tanegashima
    - dialecte de Tanegashima septentrional
    - dialecte de Tanegashima mérional

  - dialectes de Yakushima
    - dialecte de l'île Yakushima
    - dialecte de l'île Kuchinoerabu
- dialectes des îles Tokara
  - dialecte des îles Tokara du Nord
  - dialecte des îles Tokara centrales
  - dialecte des îles Tokara du Sud